# Nils Olof Holst
Nils Olof Holst (* 7. Mai 1846 in Jämshög, Gemeinde Olofström; † 1918) war ein schwedischer Geologe, Doktor der Philosophie und der Mineralogie.

## Leben
Holst begann 1866 sein Studium an der Universität Lund, 1874 disputierte er und wurde ein Jahr später Dozent der Mineralogie in Lund. 1877 nahm er eine Stelle als Geologe an Sveriges geologiska undersökning (SGU) an. Mit seinen quartärgeologischen Forschungen und insbesondere mit der Entdeckung des Alnarptals hat Holst sich einen Namen gemacht. Holst wurde 1905 zum Mitglied der Königlichen Physiographischen Gesellschaft in Lund ernannt.